# Jardin Botanique Yves Rocher
Jardin Botanique Yves Rocher, ook Jardin botanique de La Gacilly genoemd, is een botanische tuin op het industrieterrein van het cosmeticabedrijf Yves Rocher in La Gacilly (Bretagne), de geboorteplaats van Yves Rocher. De tuin herbergt ongeveer 1.500 soorten planten, voornamelijk planten voor cosmetica en parfums. Hij is vrij toegankelijk voor bezoekers.

## Beschrijving
De tuin werd opgericht in 1977 en beslaat twee hectare grond. Hij omvat een arboretum, een bamboebos, een collectie planten voor cosmetica en parfums (bijvoorbeeld een verzameling geurpelargoniums) en etnobotanische planten uit verschillende delen van de wereld. Bovendien herbergt de tuin de nationale collectie van alsemsoorten. Onder de planten zijn er veel die niet winterhard zijn. Deze staan buiten in containers en overwinteren in een kas. Elk jaar worden nieuwe soorten geïntroduceerd en bestudeerd in samenwerking met het Yves Rocher International Bio-Plant Research Centre in Issy-les-Moulineaux bij Parijs.

## Afbeeldingen

### Botanische tuin

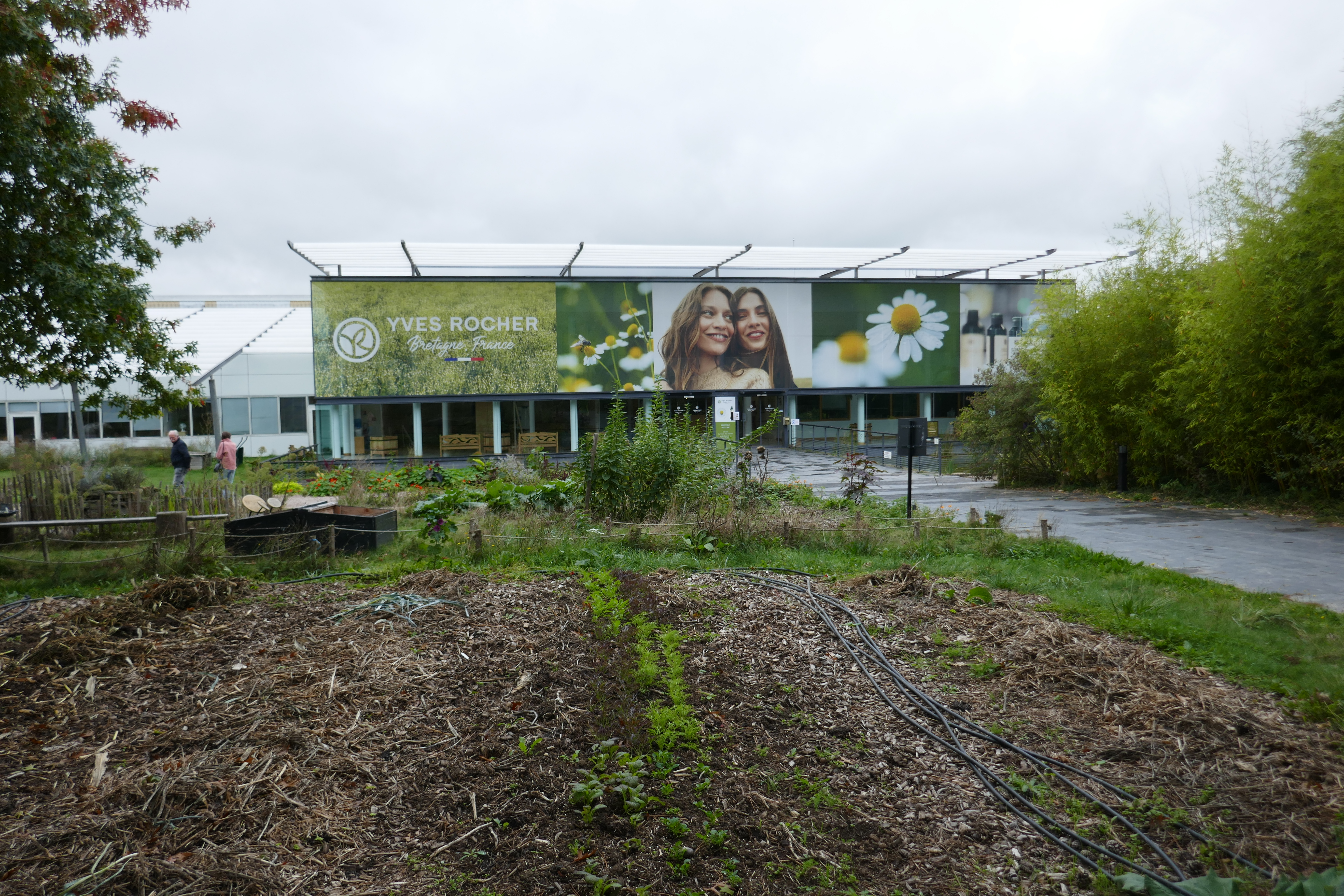
Bedrijfsgebouwen
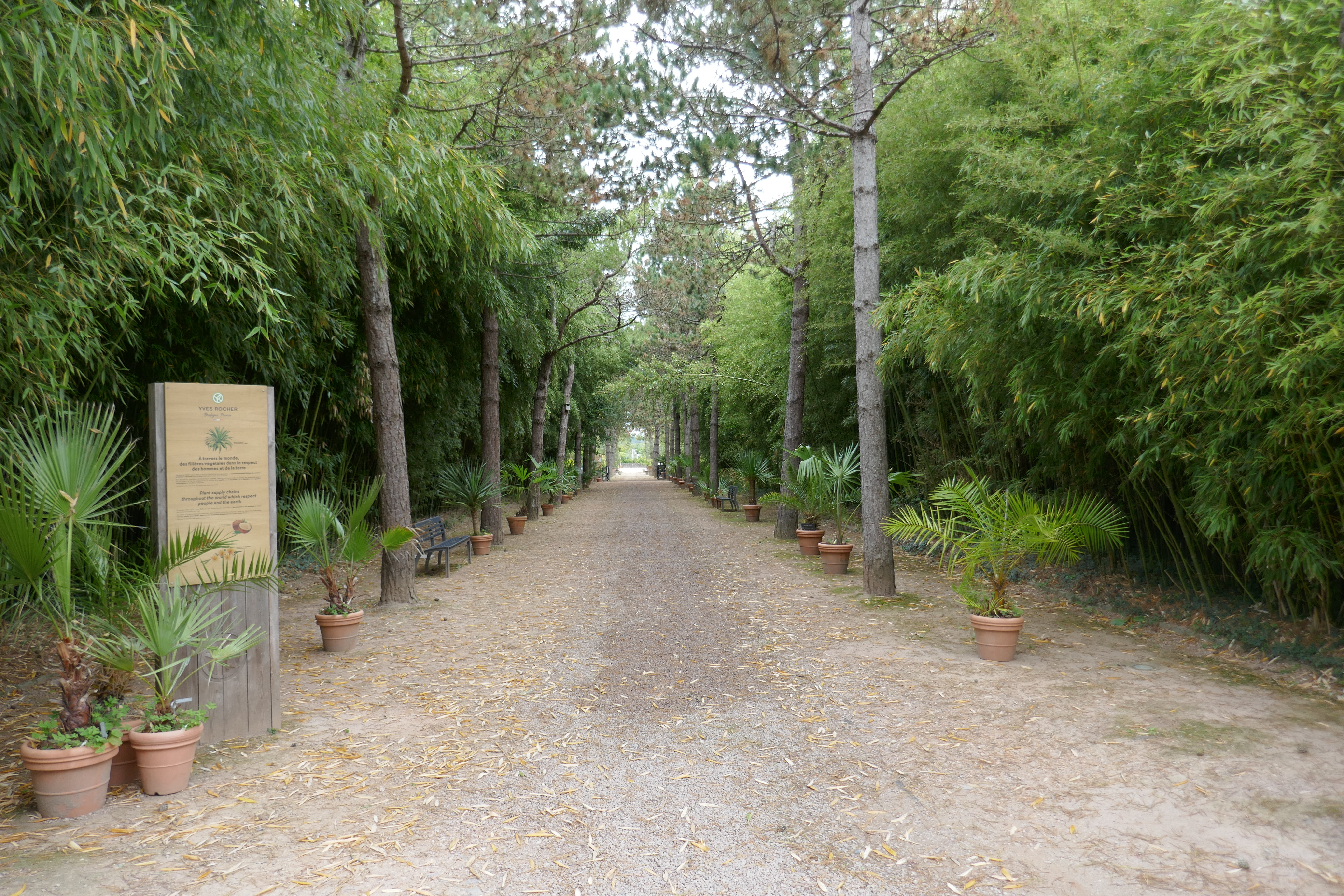
Pad door het bamboebos
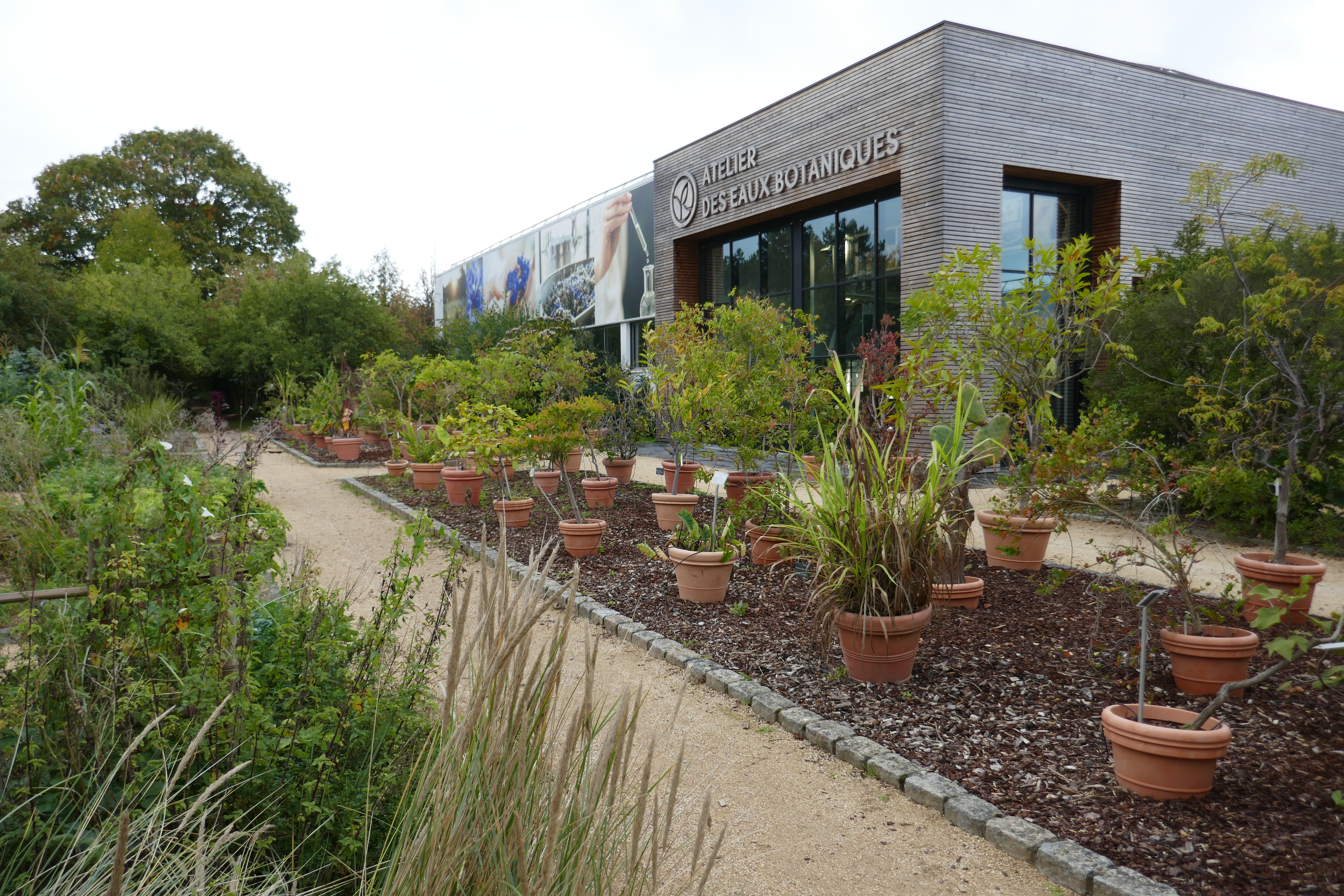
Planten in containers voor het Atelier des Eaux Botaniques
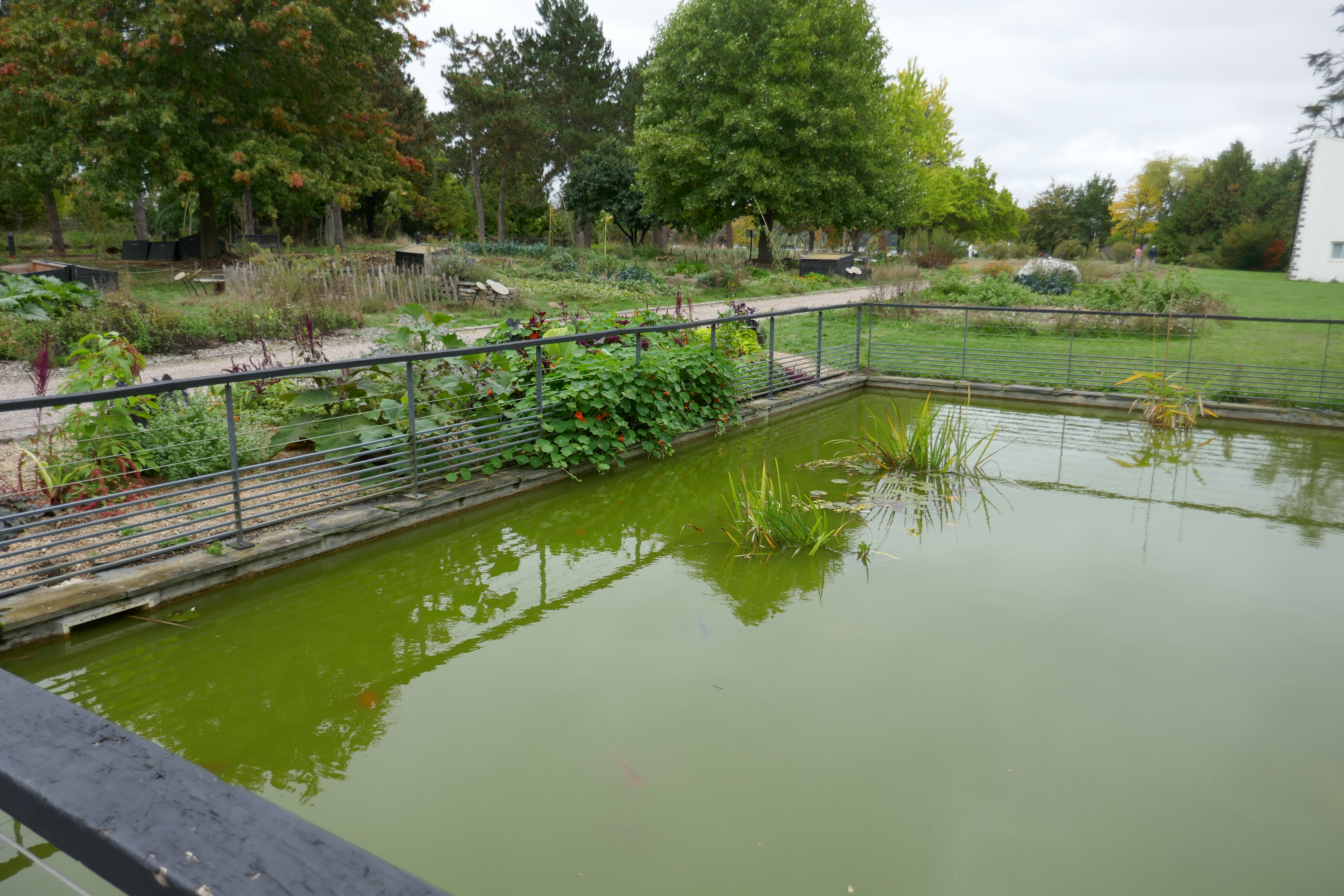
Waterbekken
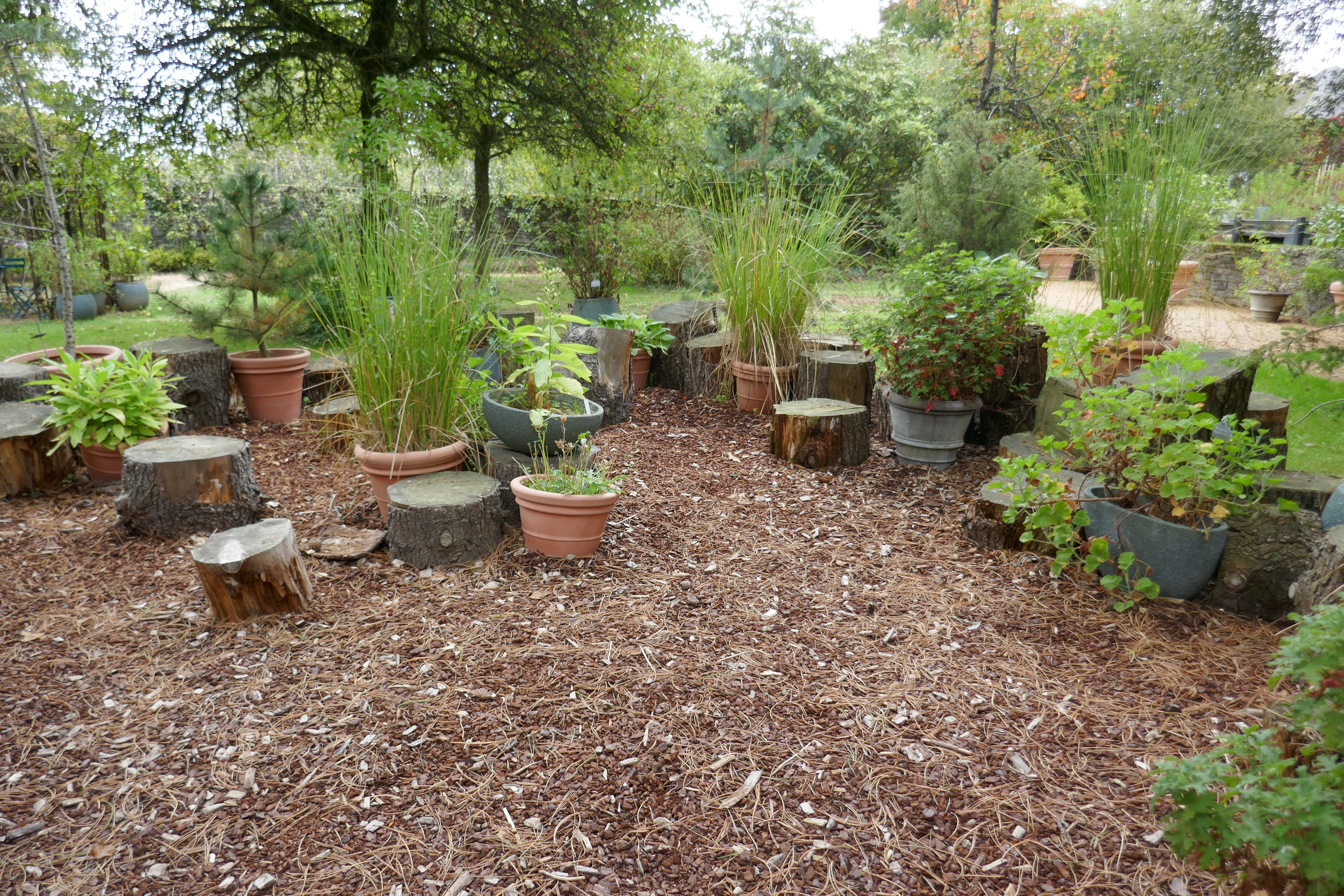
Aromatische en cosmetische planten in containers
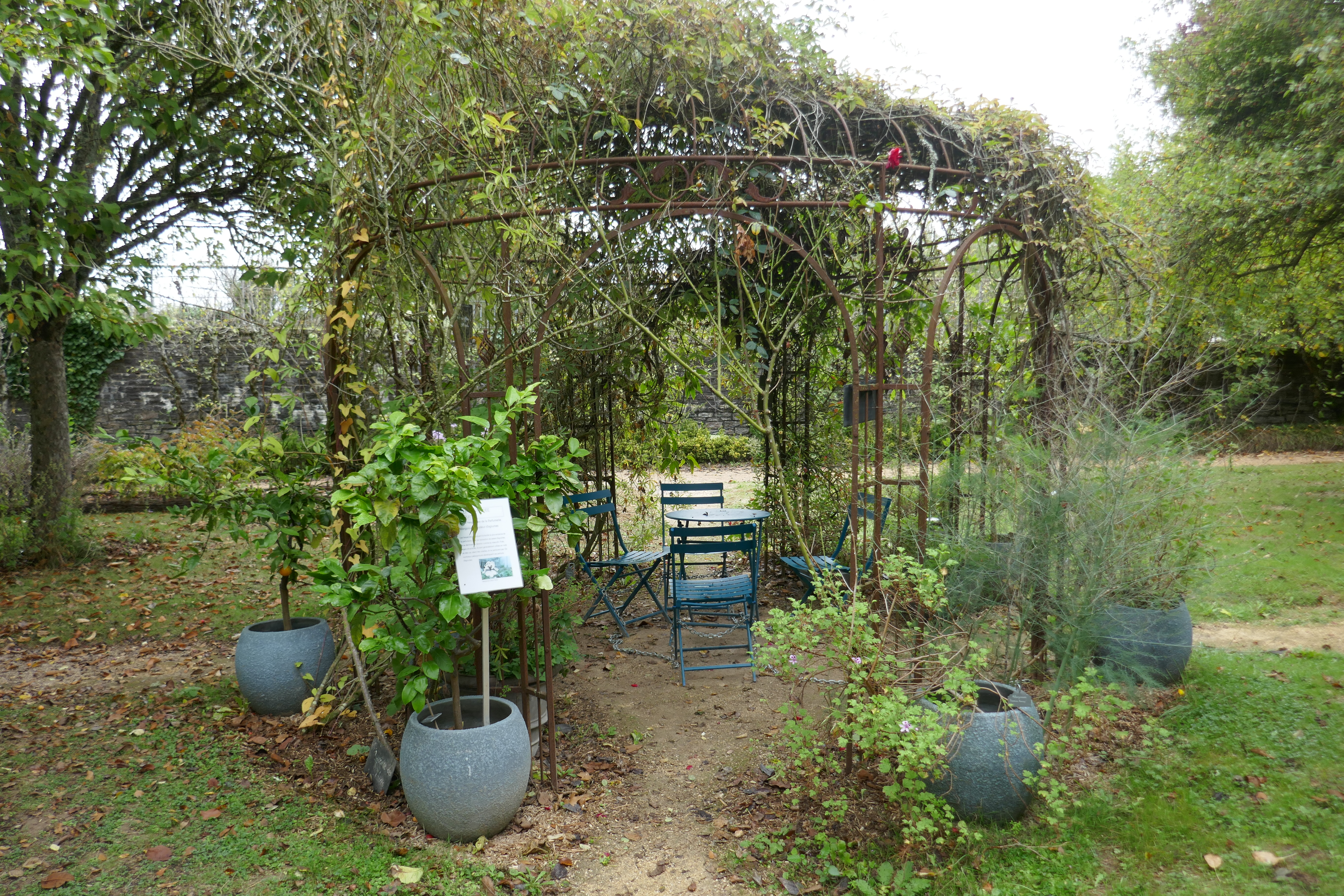
Prieel met klimplanten omringd door planten in potten

### Aromatische en cosmetische planten in de tuin (selectie)

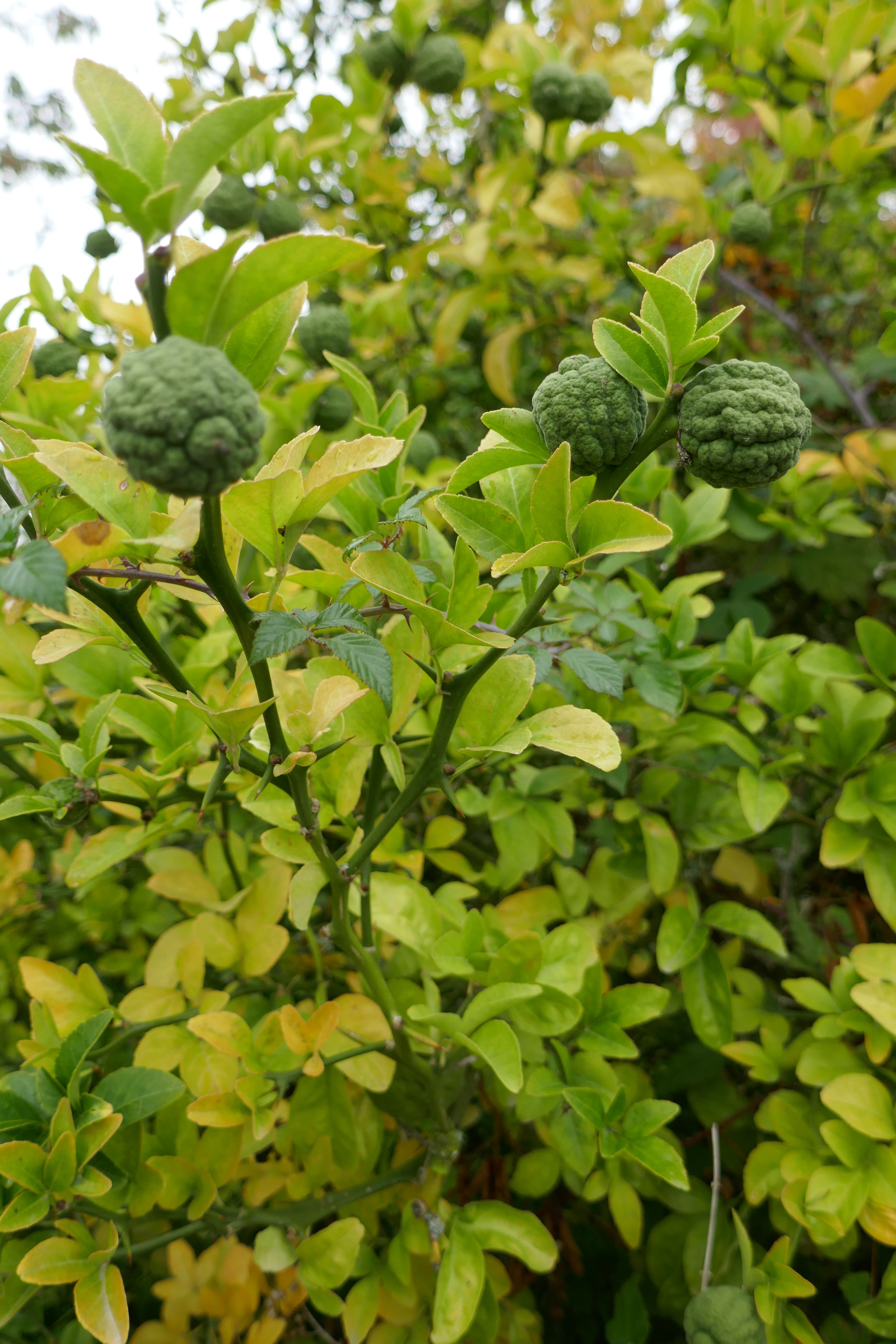
Poncirus trifoliata
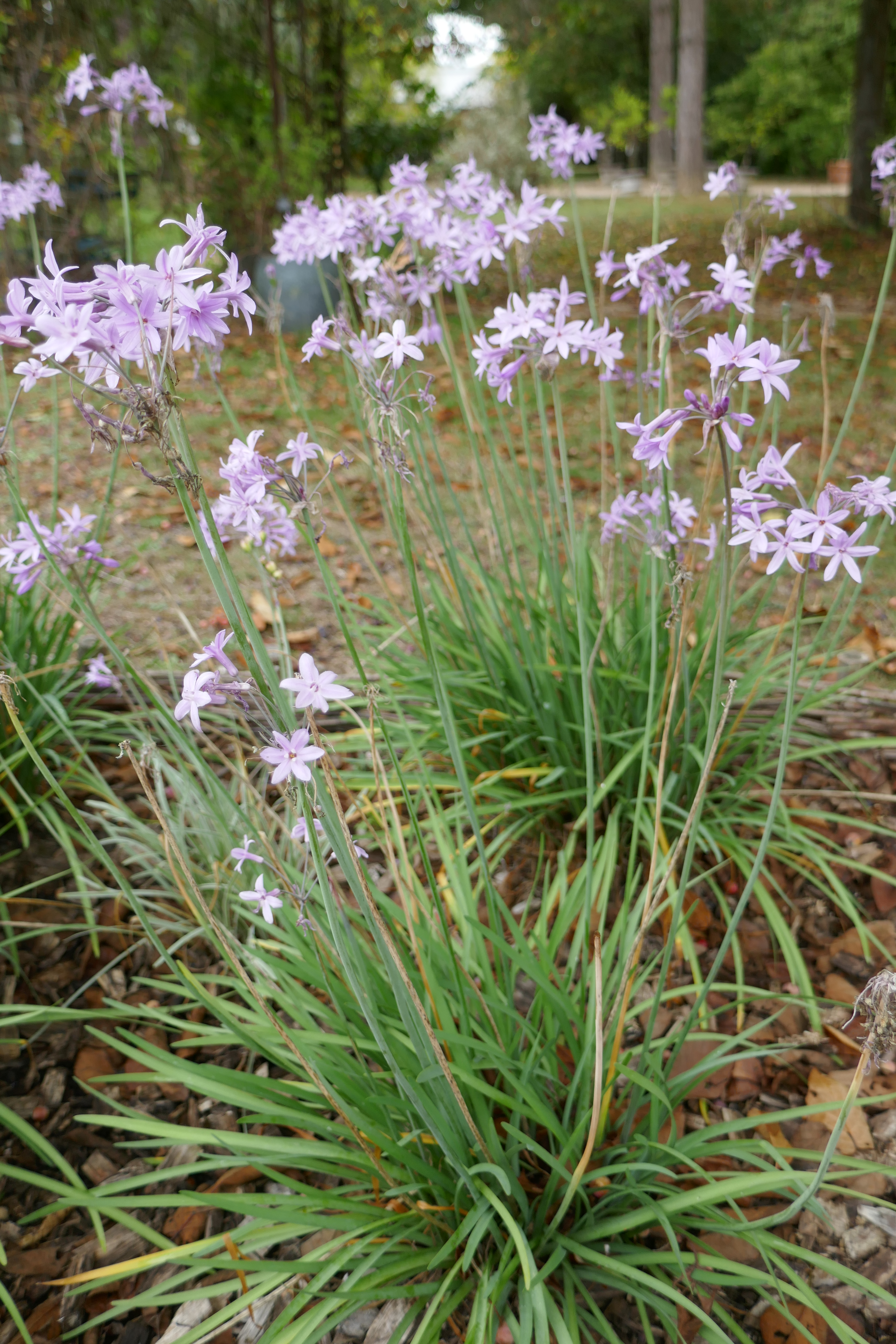
Tulbaghia simmleri
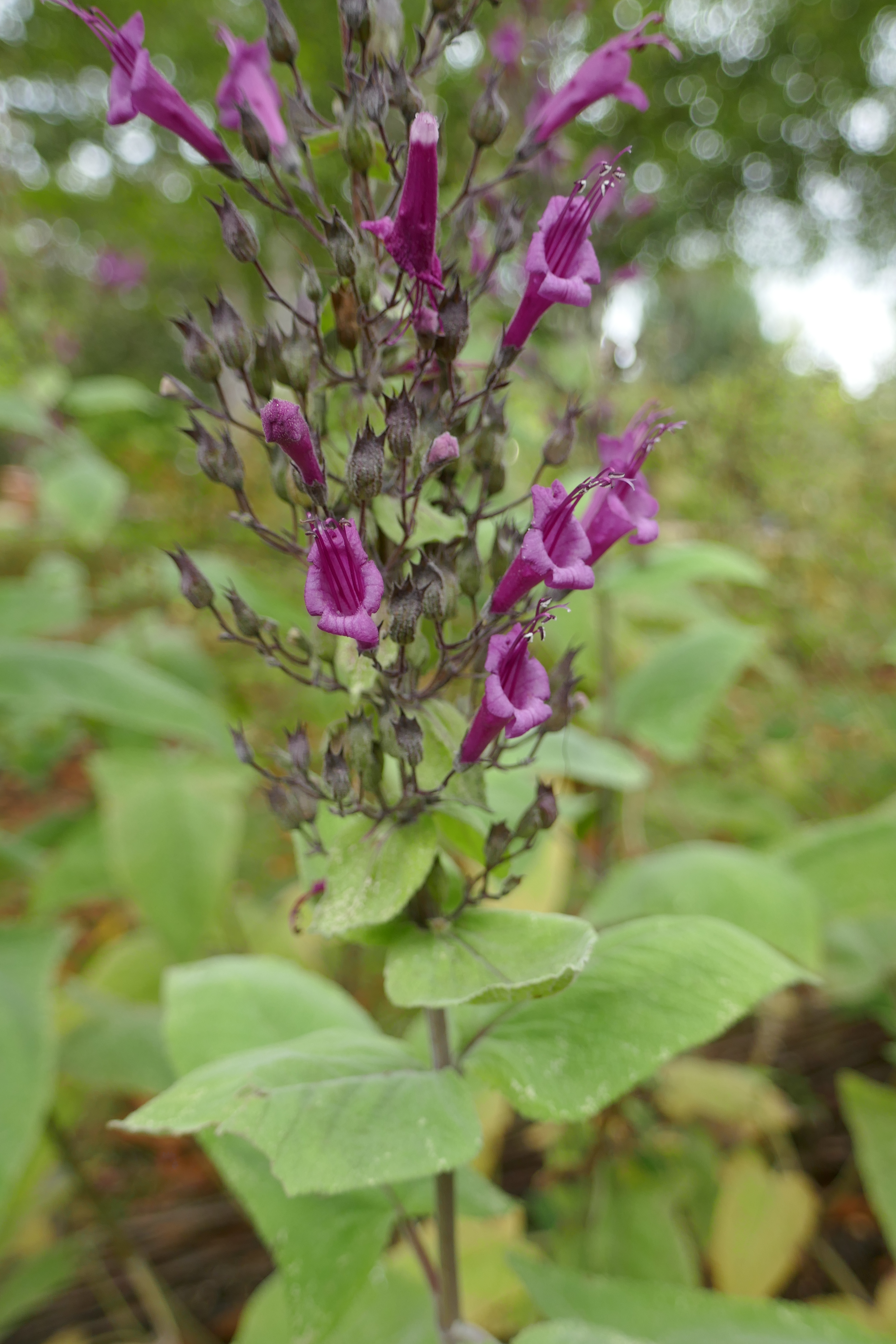
Lepechinia hastata
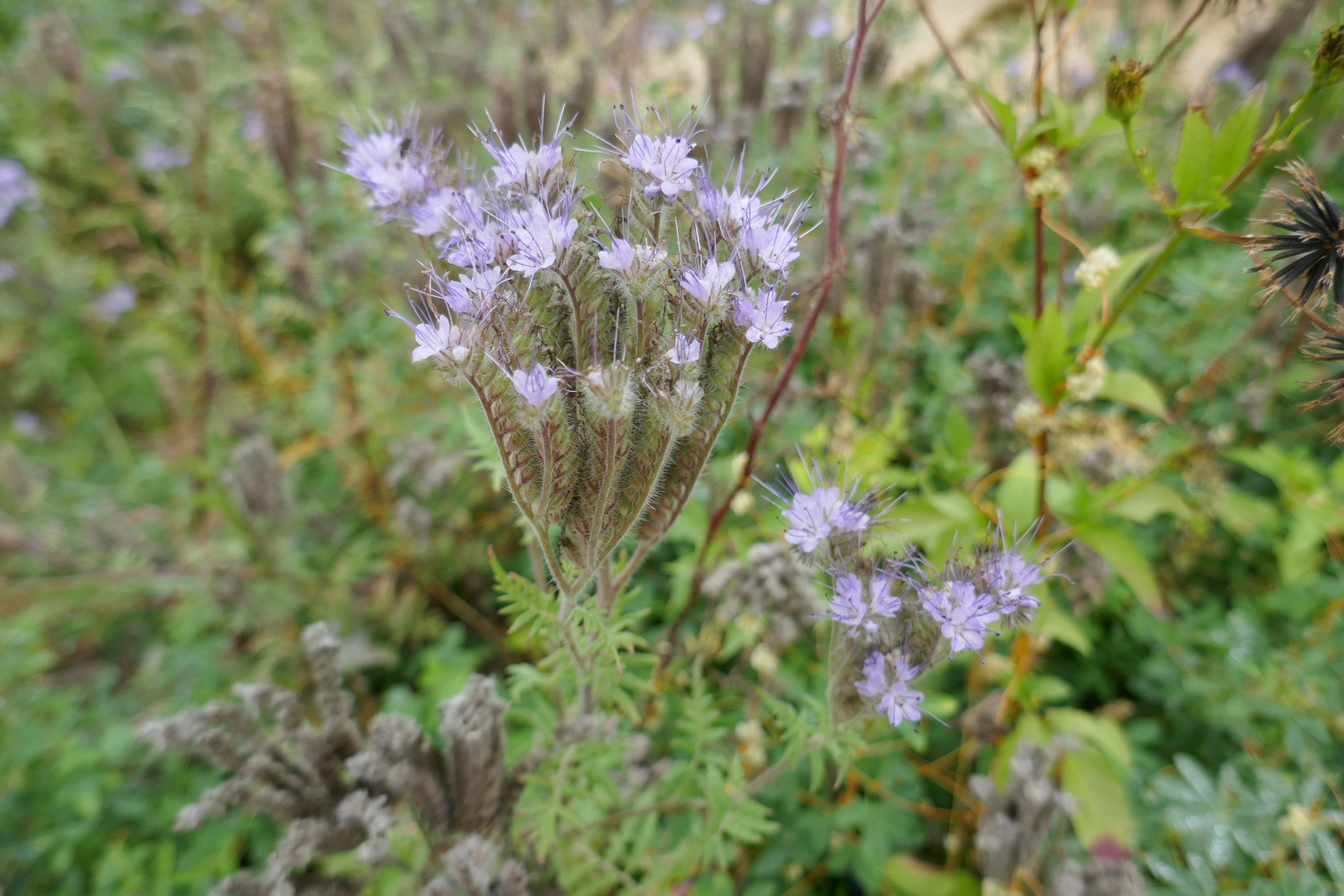
Phacelia tanacetifolia
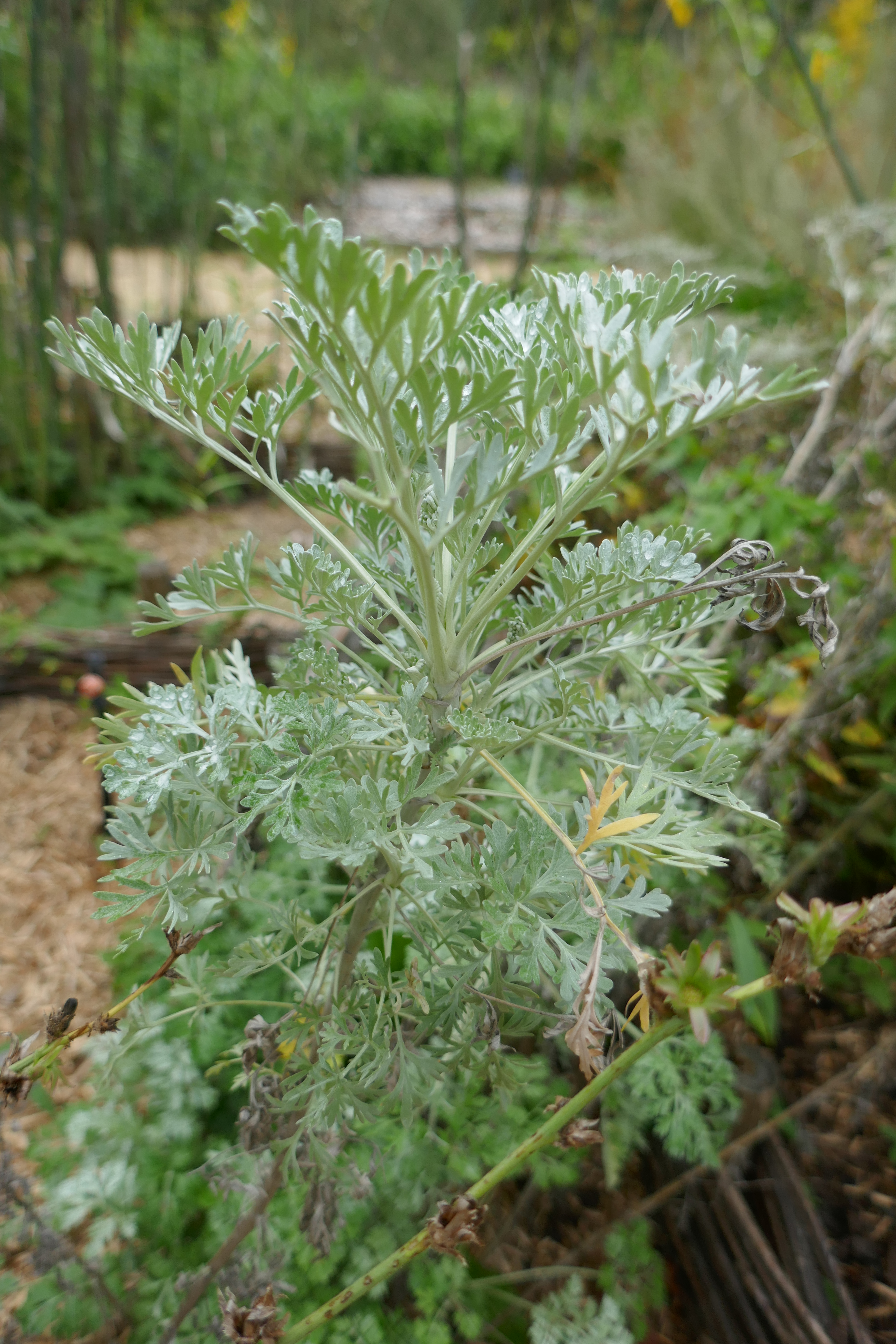
Artemisia absinthium (Absintalsem)
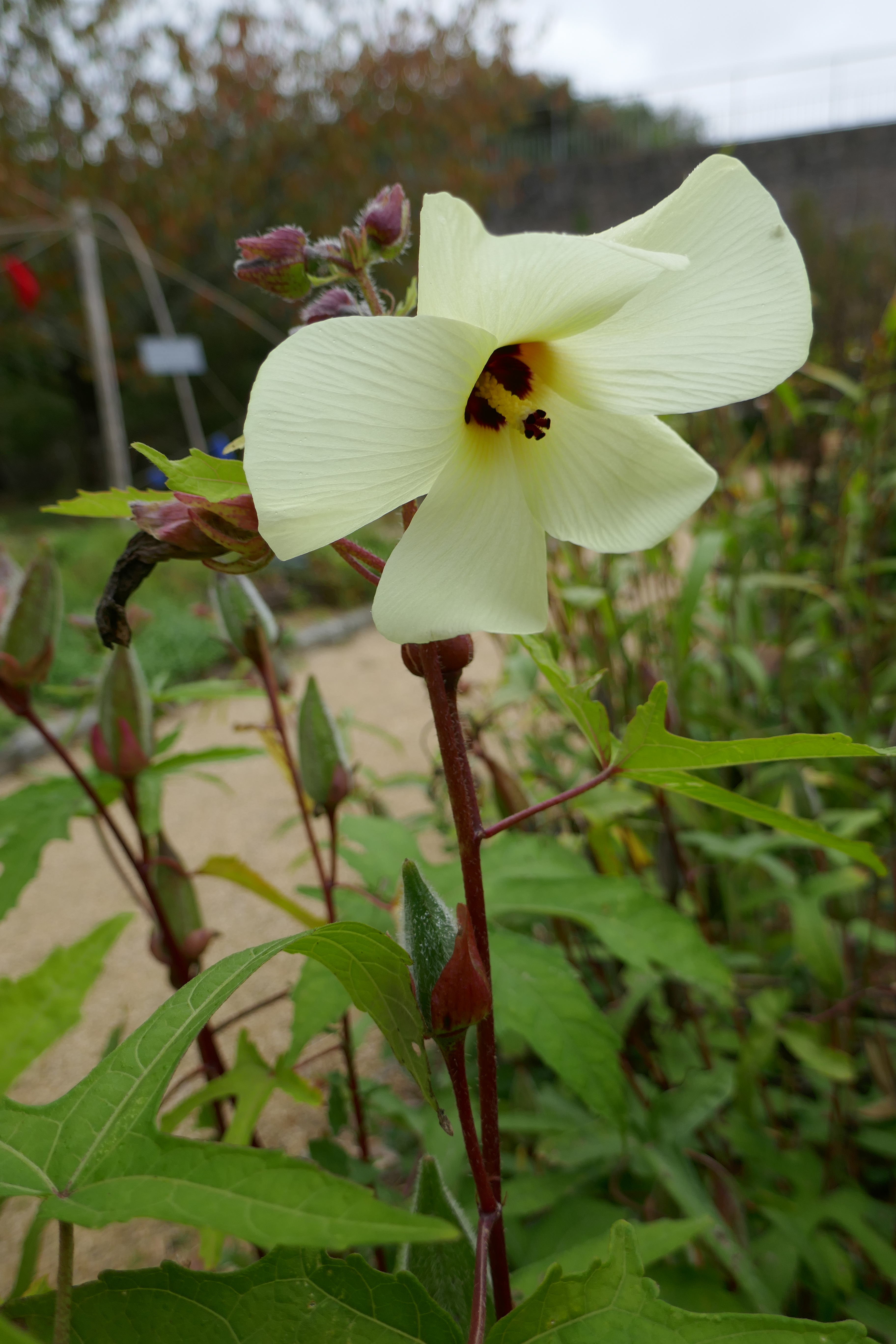
Hibiscus esculentus (Okra)